# Purpuricenus humeralis
Purpuricenus humeralis là một loài bọ cánh cứng trong họ Cerambycidae.